# World Series of Poker 2012
Les World Series of Poker 2012 est la 43e édition des World Series of Poker qui s'est déroulée en 2012.
Le tournoi a débuté le 27 mai et s'est terminé le 16 juillet à l'exception de l'épreuve de Championnat du Monde de no-limit Texas hold'em à 10 000 $ qui s'est achevé au moment de la constitution de la table finale, à 9 joueurs restants. La finale du Main Event est reportée de 3 à 4 mois depuis 2008 pour des raisons télévisuelles. La finale 2012 s'est jouée en octobre en raison des élections présidentielles américaines (celle de 2011 avait été joué en novembre). Toutes les épreuves se sont tenues au Rio All Suite Hotel and Casino de Las Vegas. 3 bracelets de plus auront été à glaner lors de cette édition, portant le nombre de bracelets à 61 (hors World Series of Poker Europe).

## Programme
| #  | Tournois                                                | Date                 | Début | Durée    | Gagnant               |
| -- | ------------------------------------------------------- | -------------------- | ----- | -------- | --------------------- |
| 1  | 500 $ Casino Employees No Limit Hold'em                 | Dimanche 27 mai      | 12H00 | 2 Jours  | Chiab Saechao         |
| 2  | 1 500 $ No Limit Hold'em                                | Lundi 28 mai         | 12H00 | 3 Jours  | Brent Hanks           |
| 3  | 3 000 $ Heads Up No-Limit Hold'em / Pot-Limit Omaha     | Mardi 29 mai         | 12H00 | 3 Jours  | Leif Force            |
| 4  | 1 500 $ Seven Card Stud Hi-Low-8 or Better              | Mardi 29 mai         | 17H00 | 3 Jours  | Cory Zeidman          |
| 5  | 1 500 $ Pot-Limit Hold'em                               | Mercredi 30 mai      | 12H00 | 3 Jours  | Nick Jivkov           |
| 6  | 5 000 $ Mixed Max – No Limit Hold’em                    | Jeudi 31 mai         | 12H00 | 4 Jours  | Aubin Cazals          |
| 7  | 1 500 $ Seven Card Stud                                 | Jeudi 31 mai         | 17H00 | 3 Jours  | Andy Bloch            |
| 8  | 1 500 $ Omaha Hi-Low Split-8 or Better                  | Vendredi 1er juin    | 12H00 | 3 Jours  | Herbert Tapscott      |
| 9  | 1 500 $ No-Limit Hold’em                                | Samedi 2 juin        | 12H00 | 5 Jours  | Ashkan Razavi         |
| 10 | 5 000 $ Seven Card Stud                                 | Dimanche 3 juin      | 17H00 | 3 Jours  | John Monnette         |
| 11 | 1 500 $ Pot-Limit Omaha                                 | Lundi 4 juin         | 12H00 | 3 Jours  | Vincent Van der Fluit |
| 12 | 10 000 $ Heads Up No-Limit Hold'em                      | Mardi 5 juin         | 12H00 | 4 Jours  | Brian Hastings        |
| 13 | 1 500 $ Limit Hold’em                                   | Mardi 5 juin         | 17H00 | 3 Jours  | David Arsht           |
| 14 | 1 500 $ No-Limit Hold'em Shootout                       | Mercredi 6 juin      | 12H00 | 3 Jours  | Brandon Schaefer      |
| 15 | 5 000 $ Seven Card Stud Hi-Low Split-8 or Better        | Mercredi 6 juin      | 17H00 | 3 Jours  | Adam Friedman         |
| 16 | 1 500 $ No-Limit Hold’em / Six Handed                   | Jeudi 7 juin         | 12H00 | 3 Jours  | Matt Matros           |
| 17 | 10 000 $ Pot-Limit Hold'em                              | Vendredi 8 juin      | 12H00 | 3 Jours  | Andy Frankenberger    |
| 18 | 2 500 $ Seven Card Razz                                 | Vendredi 8 juin      | 17H00 | 3 Jours  | Phil Hellmuth         |
| 19 | 1 500 $ No-Limit Hold’em                                | Samedi 9 juin        | 12H00 | 3 Jours  | Clifford Goldkind     |
| 20 | 5 000 $ Limit Hold'em                                   | Samedi 9 juin        | 17H00 | 3 Jours  | Benjamin Scholl       |
| 21 | 1 000 $ No-Limit Hold’em                                | Dimanche 10 juin     | 12H00 | 3 Jours  | Michael Gathy         |
| 22 | 2 500 $ 2-7 Triple Draw Lowball (Limit)                 | Dimanche 10 juin     | 17H00 | 3 Jours  | Randy Ohel            |
| 23 | 3 000 $ No-Limit Hold'em / Six Handed                   | Lundi 11 juin        | 12H00 | 3 Jours  | Simon Charette        |
| 24 | 5 000 $ Omaha Hi-Low Split-8 or Better                  | Lundi 11 juin        | 17H00 | 3 Jours  | Joe Cassidy           |
| 25 | 1 500 $ Limit Hold’em Shootout                          | Mardi 12 juin        | 12H00 | 3 Jours  | Brian Meinders        |
| 26 | 3 000 $ Pot-Limit Omaha                                 | Mardi 12 juin        | 17H00 | 3 Jours  | Austin Scott          |
| 27 | 1 500 $ H.O.R.S.E.                                      | Mercredi 13 juin     | 12H00 | 3 Jours  | Ylon Schwartz         |
| 28 | 2 500 $ No-Limit Hold'em / Four Handed                  | Jeudi 14 juin        | 12H00 | 3 Jours  | Timothy Adams         |
| 29 | 1 000 $ Seniors No-Limit Hold’em Championship           | Vendredi 15 juin     | 10H00 | 3 Jours  | Allyn Jaffrey Shulman |
| 30 | 1 500 $ 2-7 Draw Lowball (No-Limit)                     | Vendredi 15 juin     | 17H00 | 3 Jours  | Larry Wright          |
| 31 | 1 500 $ No-Limit Hold’em                                | Samedi 16 juin       | 12H00 | 3 Jours  | Carter Phillips       |
| 32 | 10 000 $ H.O.R.S.E.                                     | Samedi 16 juin       | 17H00 | 3 Jours  | David "Bakes" Baker   |
| 33 | 1 000 $ No-Limit Hold’em                                | Dimanche 17 juin     | 12H00 | 3 Jours  | Matt Steinberg        |
| 34 | 5 000 $ Pot-Limit Omaha / Six Handed                    | Lundi 18 juin        | 12H00 | 3 Jours  | Naoya Kihara          |
| 35 | 2 500 $ Mixed Hold'em (Limit/No-Limit)                  | Lundi 18 juin        | 17H00 | 3 Jours  | Chris Tryba           |
| 36 | 3 000 $ No-Limit Hold'em Shootout                       | Mardi 19 juin        | 12H00 | 3 Jours  | Craig Mc Corkell      |
| 37 | 2 500 $ Eight Game Mix                                  | Mardi 19 juin        | 17H00 | 3 Jours  | David Baker           |
| 38 | 1 500 $ No-Limit Hold’em                                | Mercredi 20 juin     | 12H00 | 3 Jours  | Dung Nguyen           |
| 39 | 10 000 $ Pot-Limit Omaha                                | Jeudi 21 juin        | 12H00 | 3 Jours  | Jan-Peter Jachtmann   |
| 40 | 2 500 $ Limit Hold'em / Six Handed                      | Jeudi 21 juin        | 17H00 | 3 Jours  | Ronnie Bardah         |
| 41 | 3 000 $ No-Limit Hold’em                                | Vendredi 22 juin     | 12H00 | 3 Jours  | Greg Ostrander        |
| 42 | 2 500 $ Omaha/Seven Card Stud Hi-Low-8 or Better        | Vendredi 22 juin     | 17H00 | 3 Jours  | Oleksii Kovalchuk     |
| 43 | 1 500 $ No Limit Hold'em                                | Samedi 23 juin       | 12H00 | 3 Jours  | Henry Lu              |
| 44 | 1 000 $ No-Limit Hold’em                                | Dimanche 24 juin     | 12H00 | 3 Jours  | Rocco Palumbo         |
| 45 | 50 000 $ The Poker Players Championship                 | Dimanche 24 juin     | 17H00 | 5 Jours  | Michael Mizrachi      |
| 46 | 2 500 $ No-Limit Hold’em                                | Lundi 25 juin        | 12H00 | 3 Jours  | Joey Weissman         |
| 47 | 1 500 $ Pot-Limit Omaha Hi-low Split-8 or Better        | Mardi 26 juin        | 12H00 | 3 Jours  | Steven Loube          |
| 48 | 3 000 $ Limit Hold’em                                   | Mardi 26 juin        | 17H00 | 3 Jours  | Kenny Hsiung          |
| 49 | 1 500 $ Ante Only No-Limit Hold’em                      | Mercredi 27 juin     | 12H00 | 3 Jours  | Greg Hobson           |
| 50 | 5 000 $ No-Limit Hold’em                                | Jeudi 28 juin        | 12H00 | 3 Jours  | Pete Vilandos         |
| 51 | 1 000 $ Ladies No-Limit Hold’em Championship            | Vendredi 29 juin     | 12H00 | 3 Jours  | Yen Dang              |
| 52 | 2 500 $ 10-Game Mix / Six Handed                        | Vendredi 29 juin     | 17H00 | 3 Jours  | Vanessa Selbst        |
| 53 | 1 500 $ No-Limit Hold’em                                | Samedi 30 juin       | 12H00 | 3 Jours  | Neil Willerson        |
| 54 | 1 000 $ No-Limit Hold’em                                | Dimanche 1er juillet | 12H00 | 3 Jours  | Will Jaffe            |
| 55 | 1 000 000 $ The Big One for One Drop - No-Limit Hold'em | Dimanche 1er juillet | 13H11 | 3 Jours  | Antonio Esfandiari    |
| 56 | 1 500 $ No Limit Hold'em                                | Lundi 2 juillet      | 12H00 | 3 Jours  | Tomas Junek           |
| 57 | 10 000 $ No-Limit Hold’em / Six Handed                  | Mardi 3 juillet      | 12H00 | 3 Jours  | Greg Merson           |
| 58 | 3 000 $ Pot-Limit Omaha Hi-low Split-8 or Better        | Mardi 3 juillet      | 17H00 | 3 Jours  | Viacheslav Zhukov     |
| 59 | 1 000 $ No-Limit Hold’em                                | Mercredi 4 juillet   | 12H00 | 4 Jours  | Dominik Nitsche       |
| 60 | 10 000 $ 2-7 Draw Lowball (No-Limit)                    | Jeudi 5 juillet      | 17H00 | 3 Jours  | Nick Schulman         |
| 61 | 10 000 $ No-Limit Hold'em Championship                  | Samedi 7 juillet     | 12H00 | 12 Jours | Greg Merson           |

## Résultats français
Aubin Cazals a remporté le seul bracelet français de ces WSOP 2012 (hors World Series of Poker Europe), en étant vainqueur de l'Event 6. Les joueurs français auront obtenu quelque 210 places payées durant ces World Series 2012, pour un total de gains s'élevant à plus de 5 millions de dollars. Grâce à sa 10e place dans le Main Event, Gaëlle Baumann est en tête du classement des joueurs français en termes d'argent gagné, avec 603 423 $.

## Main Event
Déroulement du Main Event :

- Day 1A : Samedi 7 juillet - 12H00

- Day 1B : Dimanche 8 juillet - 12H00

- Day 1C : Lundi 9 juillet - 12H00

- Day 2A : Mardi 10 juillet - 12H00

- Day 2B : Mardi 10 juillet - 12H00

- Day 2C : Mercredi 11 juillet - 12H00

- Day 3 à Day 7 : Du Jeudi 12 juillet au Lundi 16 juillet (Jusqu'à atteindre les 9 joueurs de la table finale)

| Place | Joueur           | Prix        |
| ----- | ---------------- | ----------- |
| 1er   | Greg Merson      | 8 527 982 $ |
| 2e    | Jesse Sylvia     | 5 295 149 $ |
| 3e    | Jake Balsiger    | 3 799 073 $ |
| 4e    | Russell Thomas   | 2 851 537 $ |
| 5e    | Jeremy Ausmus    | 2 155 313 $ |
| 6e    | Andras Koroknai  | 1 640 902 $ |
| 7e    | Michael Esposito | 1 258 040 $ |
| 8e    | Robert Salaburu  | 971 360 $   |
| 9e    | Steven Gee       | 754 798 $   |

## Tableau des bracelets
| Place | Pays               | Nombre |
| ----- | ------------------ | ------ |
| 1er   | États-Unis         | 47     |
| 2e    | Canada             | 3      |
| 3e    | Allemagne          | 2      |
| 4e    | Angleterre         | 1      |
| 4e    | Belgique           | 1      |
| 4e    | France             | 1      |
| 4e    | Italie             | 1      |
| 4e    | Japon              | 1      |
| 4e    | Pays-Bas           | 1      |
| 4e    | République Tchèque | 1      |
| 4e    | Russie             | 1      |
| 4e    | Ukraine            | 1      |